# Unité urbaine du Creusot
L'unité urbaine du Creusot est une unité urbaine française centrée sur Le Creusot, ville de Saône-et-Loire, dans la région Bourgogne-Franche-Comté.

## Données générales
Dans le zonage réalisé par l'Insee en 2010, l'unité urbaine était composée de six communes.
Dans le nouveau zonage réalisé en 2020, elle est composée des six mêmes communes, toutes situées dans l'arrondissement d'Autun.
En 2022, avec 31 227 habitants, elle représente la 4e unité urbaine du département de Saône-et-Loire et occupe le 11e rang dans la région Bourgogne-Franche-Comté.
En 2020, sa densité de population s'élève à 291 hab/km2. Par sa superficie, elle ne représente que 1,27 % du territoire départemental mais, par sa population, elle regroupe 5,78 % des habitants de Saône-et-Loire.

## Composition 2020 de l'unité urbaine
Elle est composée des six communes suivantes :
| Nom                       | Code Insee | Département    | Statut       | Superficie (km2) | Population (dernière pop. légale) | Densité (hab./km2) | Modifier                                    |
| ------------------------- | ---------- | -------------- | ------------ | ---------------- | --------------------------------- | ------------------ | ------------------------------------------- |
| Le Creusot (ville-centre) | 71153      | Saône-et-Loire | ville-centre | 18,11            | 20 536 (2022)                     | 1 134              | modifier les données · modifier les données |
| Le Breuil                 | 71059      | Saône-et-Loire | banlieue     | 28,80            | 3 508 (2022)                      | 122                | modifier les données · modifier les données |
| Montcenis                 | 71309      | Saône-et-Loire | banlieue     | 12,33            | 1 864 (2022)                      | 151                | modifier les données · modifier les données |
| Saint-Firmin              | 71413      | Saône-et-Loire | banlieue     | 15,77            | 785 (2022)                        | 50                 | modifier les données · modifier les données |
| Saint-Sernin-du-Bois      | 71479      | Saône-et-Loire | banlieue     | 14,67            | 1 729 (2022)                      | 118                | modifier les données · modifier les données |
| Torcy                     | 71540      | Saône-et-Loire | banlieue     | 19,62            | 2 805 (2022)                      | 143                | modifier les données · modifier les données |

## Évolution démographique
| 1968   | 1975   | 1982   | 1990   | 1999   | 2009   | 2014   | 2020   |
| ------ | ------ | ------ | ------ | ------ | ------ | ------ | ------ |
| 41 971 | 45 029 | 45 100 | 41 681 | 38 349 | 34 336 | 33 528 | 31 848 |

#### Données générales
- Unité urbaine en France
- Aire d'attraction d'une ville
- Aire urbaine (France)
- Liste des unités urbaines de France

#### Données démographiques en rapport avec l'unité urbaine du Creusot
- Aire d'attraction du Creusot
- Arrondissement d'Autun

#### Données démographiques en rapport avec la Haute-Saône
- Démographie de la Saône-et-Loire